# Schweich
Schweich là một đô thị thuộc trong huyện Trier-Saarburg thuộc bang Rheinland-Pfalz, phía tây nước Đức. Đô thị này có diện tích 31,08 km², dân số thời điểm ngày 31 tháng 12 năm 2019 là 7848 người. Đô thị này tọa lạc bên sông Moselle, cự ly khoảng 10 km về phía đông bắc của Trier.
Schweich là thủ phủ của Verbandsgemeinde ("cộng đồng đô thị") Schweich an der Römischen Weinstraße.